# Ібрагімова Ельза Імамеддін
Ельза Імамеддін кизи Ібрагімова (азерб. Elza İmaməddin qızı İbrahimova 10.01.1938 — 11.02.2012) — азербайджанська композиторка, народна артистка Азербайджанської Республіки (2008) і Дагестану.

## Життєпис
Ельза Ібрагімова народилася 1938-го року у місті Аджикабул. У Баку закінчила музичну школу № 8, у 1957 році композиторський клас середньої професійної музичної школи імені А. Зейналли, у 1964 році композиторське відділення Азербайджанської державної консерваторії імені У. Гаджибекова (нині Бакинська музична академія). Ще з дитячих років батьки оцінили її велику любов до музики та записали її до музичної школи.

## Творчість
Ельза Ібрагімова створює першу пісню у 1969 році. Першою виконавицею пісні «Yalan ha deyil», написаної на слова Мамеда Рагіма, стає Шовкет Алекперова. Твір Ельзи Ібрагімової, одної з перших композиторів в Азербайджані, які внесли в естраду ритм танго, «Qurban verərdim», написаний на слова Рафіга Зека, не дуже добре був прийнятий мистецькою радою в радянські часи. Тому, що буржуазний лад танго не відповідає радянському духу. Але пізніше разом із «Qurban verərdim» до списку полюблених пісень композитора приєднуються «Sən mənə lazımsan» (слова Аліага Кюрчайли), «Bağçadan keçmisən» (слова А. Алібайлі) та інша музика, написана у ритмі танго.
Композитор, творчість якого не обмежена естрадним жанром, є автором трьох частинного концерту фортепіано та оркестру, написаного для дипломної роботи, опер «Afət», «Şeyx Şamil» та «Yanan laylalar», а також гімну, присвяченого нафтовикам з нагоди 130-річчя нафтової промисловості Азербайджану.
За свою творчість, на ряду з цікавими одна від одної оригінальними піснями, створила романси, сонети, квартети. Твір композитора «Ey vətən», що звучить у виконанні Рашіда Бейбутова, став однією з пісень, що прославляють Азербайджан в усьому світі. Написала музику на сотні віршів азербайджанських поетів і на десятки поетичних зразків, написаних російською мовою.
У 1992 році була удостоєна звання заслуженого діяча мистецтв Азербайджанської Республіки.
У 2008 році була удостоєна звання народної артистки Азербайджанської Республіки.
Вона померла 11 лютого 2012 року у віці 74 років після довготривалої хвороби. Композитора було поховано на Другій Алеї Честі.

## Твори
- Опера «Afət» (автор твору: Гусейн Джавід;
- Опера «Yanan laylalar» (лібрето — Раміз Гейдар, 1992);
- «Гімн нафтовиків» для симфонічного оркестру та соліста на слова З. Зіядоглу (2001);
- Музика до кінофільму «Dünya sevənlərindi» (1998);
- Пісні та романси на слова поетів Р. Гейдара, Б. Вагабзаде, О. Кочулу, В. Самедоглу, Р. Афандієвої та ін.;
- «Реквієм» у пам'ять Майкла Джексона, 2009;
- «Gecələr bulaq başı» на слова Б. Вагабзаде.

## Фільмографія
1. Пісенна земля (Nəğməkar torpaq) (фільм, 1981);
2. Пробач (Bağışla) (фільм, 1983);
3. Повернення (Qaydış) (фільм, 1992);
4. Ялчин (Yalçın) (фільм, 2004);
5. Згадуючи про тебе… (Sən yadıma düşəndə…) (фільм, 2013).

## Пам'ять
22 грудня 2017 року Президент Азербайджанської Республіки Ільхам Алієв підписав розпорядження про проведення 80-ти річного ювілею Ельзи Ібрагімової.